# Экстракт малороссийских прав
«Экстракт малороссийских прав» — сборник систематизированных извлечений из правовых норм, действовавших в Гетманщине, составленный в 1767 году управителем Канцелярии генерал-губернаторства Левобережной Украины Александром Безбородько по распоряжению президента 2-й Малороссийской коллегии Петра Румянцева. Впервые введён в научный оборот советским украинским учёным, профессором Киевского университета А. Ткачом.

## Цели документа
Документ предназначался для Дмитрия Натальина, избранного депутатом Комиссии законодательной от Малороссийской коллегии. Документом предусматривалось определенное восстановление легитимности законодательства Гетманщины и местного самоуправления, существовавшего перед ликвидацией института гетманства в 1764 году и уравнивания в правах казацкой старшины и шляхты с российским дворянством.

## Содержание
В документе было уделено много внимания правовым обычаям, действовавшим в годы Освободительной войны середины XVII века, но позднее ограниченным администрацией и царским правительством.
Структурно документ состоит из вступления, 16 или 17 разделов.
Во вступлении приведён императорский указ от 14 декабря 1766 года, сенатский указ о выборах депутата Малороссийской коллегии от 19 февраля 1767 года, распоряжения Петра Румянцева от 4 апреля 1767 года и Малороссийской коллегии от 5 мая 1767 года о составлении «Экстракта». Разделы были пронумерованы буквами латинского алфавита, и носили названия «О главном управлении в Малой России», «О судах», «О правах», «О порядке ведения дел», «О владениях государственных», «О доходах государственных», «О ревизиях», «О комиссариате», «О городах», «О шляхетстве, преимуществах и владениях его», «О козаках, преимуществах и владениях их», «О чиновниках малороссийских», «Об артиллерии», «О простом народе», «О [нежинских] греках», «Инструкции о судах 1730 года» и копии «Ведомостей о чинах» 1765 года.
Извлечения из правовых норм поданы с учётом хронологической последовательности принятия соответствующих законодательных актов.

## Дальнейшая судьба документа
В 1786 году чиновники Правительствующего сената переделали «Экстракт малороссийских прав», в результате чего из него оказались изъяты некоторые разделы, но при этом сборник был дополнен материалами о кодификации прав и новыми законами 1767-1786 годов, что привело к созданию нового сборника с названием «Экстракт из указов, инструкций и установлений». Несмотря на то, что первичный и переделанный тексты , однако царское правительство данный сборник не санкционировал.
Оригинал «Экстракта малороссийских прав» хранится в фондах Российского государственного исторического архива в Санкт-Петербурге.

## Оценки
Украинский исследователь, кандидат юридических наук Ю. Дмитришин считает, что одним из основных источников «Экстракта малороссийских прав» являлось Хелминское (кульмское) право.
По мнению советского украинского профессора Киевского университета А. Ткача, источниковой базой «Экстракта» являлись юридические акты, правовые обычаи и судебная административная практика. По анализу Ткача, в «Экстракте» наибольшее количество (141 раз) произведены ссылки на нормы российского законодательства, на нормативные акты властей Гетманщины содержится 131 ссылка, на польско-литовское законодательство, куда Ткач отнёс и Магдебургское право, содержится 99 ссылок.